# Drum național 5C
Der Drum național 5C (rumänisch für „Nationalstraße 5C“, kurz DN5C) ist eine Nationalstraße in Rumänien.

## Verlauf
Die Straße zweigt in der Kreishauptstadt Giurgiu von der Drum național 5 (Europastraßen E70 und E85) nach Südwesten ab und verläuft parallel zum linken Ufer der Donau flussaufwärts über Pietroșani nach Zimnicea, wo sie auf die Drum național 51 trifft und an dieser endet. Ihre Fortsetzung donauaufwärts bildet die Drum național 51A.
Die Länge der Straße beträgt rund 60 Kilometer.